# Wolfgang Reinhart
Ne doit pas être confondu avec Wolfgang Reinhardt.
Pour les articles homonymes, voir Reinhart.
Wolfgang Reinhart, né le 3 mai 1956 à Bad Mergentheim, est un homme politique allemand membre de l'Union chrétienne-démocrate d'Allemagne (CDU).
Il a été ministre des Affaires fédérales et européennes du Land de Bade-Wurtemberg.

## Biographie
En 1976, il obtient son diplôme d'accès à l'université de sciences appliquées à Tauberbischofsheim. Il débute aussitôt des études supérieures de droit, d'administration des affaires et de sciences politiques à l'Université de Heidelberg, puis les achève en 1981 à l'Université de Mannheim en réussissant son premier examen juridique d'État.
Il occupe un poste d'assistant de recherche au sein de son université jusqu'en 1984, et passe avec succès son second examen juridique d'État l'année suivante. Il devient alors avocat à Tauberbischofsheim. Un an après, en 1986, il est embauché comme maître de conférences à l'université de sciences appliquées de Heilbronn, où il enseigne le droit du travail et le droit de l'économie jusqu'en 2003.
Marie et père de deux enfants, il est de confession catholique.

## Parcours politique

### Au sein de la CDU
En 1977, il est élu président de la Junge Union (JU), organisation de jeunesse de la CDU, dans l'arrondissement de Main-Tauber et membre de son comité directeur dans le Nordwürttemberg pour quatre ans. Il prend la tête de la formation dans l'arrondissement de Main-Tauber dix ans plus tard.
Il devient vice-président de la CDU dans le Nordwürttemberg en 2001, puis président en 2005.

### Au niveau institutionnel
Il est élu député à l'assemblée de l'arrondissement de Main-Tauber et de la région de Heilbronn-Franken en 1979. Treize ans plus tard, il fait son entrée au Landtag du Bade-Wurtemberg. Il est alors désigné porte-parole du groupe CDU pour la politique européenne, la politique fédérale, le droit et les médias. Il devient secrétaire d'État au ministère régional des Finances le 14 juillet 2004.
Le 29 avril 2005, il est nommé délégué du Bade-Wurtemberg auprès du gouvernement fédéral, avec rang de ministre sans portefeuille, dans la coalition noire-jaune du nouveau Ministre-président Günther Oettinger, et entre au Bundesrat. Maintenu en fonction le 14 juin 2006, Wolfgang Reinhart est nommé ministre sans portefeuille chargé des Affaires fédérales et européennes lors du remaniement du 4 juin 2008.
Après le remplacement d'Oettinger par Stefan Mappus, ses compétences sont étendues aux affaires internationales. Il est remplacé par le social-démocrate Peter Friedrich le 12 mai 2011.